# Heimat
Heimat (německy Vlast) je filmová trilogie režiséra Edgara Reitze, ukazující život v Německu mezi lety 1919–2000 očima rodiny z porýnského pohoří Hunsrück. Každý film (rozsahem spíše seriál, filmy byly ale přes enormní stopáž určeny spíše k promítání vcelku) se skládá z několika epizod. Osobní a domácí život rodiny je položen do kontrastu se společenským a politickým děním, úpadkové západní hodnoty, pronikající i do Německa, s prostotou a nevinností venkovského Hunsrücku.
Název trilogie je ironickým odkazem na německý název Heimatfilm (dosl. film o vlasti), ironické označení pro filmový žánr, oblíbený v německé kinematografii padesátých let. Heimatfilmy zobrazovaly venkovské prostředí a jednoduché moralitní příběhy v sentimentálním stylu.
Trilogii předchází prolog, nazvaný Geschichten aus den Hunsrückdörfern (Příběhy z Hunsrücka), natočený v roce 1981.
První díl, natočený v roce 1984 a nazvaný prostě Heimat – Eine Deutsche Chronik (Heimat – Německá kronika), popisuje německý život v letech 1919-1982 na pozadí života Marie Simonové, ženy z fiktivní vesnice Schabbach. Skládá se z jedenácti epizod o celkové délce asi patnáct a půl hodiny.
Druhý díl, nazvaný Die Zweite Heimat – Chronik einer Jugend (titul je dvojsmyslný – Druhý Heimat / Druhá vlast – Kronika jednoho mladíka) byl natočen v roce 1992 a skládá se ze třinácti epizod o celkové délce asi pětadvaceti a půl hodiny. Jde o nejdelší film, který byl komerčně uveden v celku. Popisuje příběh Mariina nejmladšího syna Hermana (částečně jde o autobiografické zobrazení režiséra Reitze), který opouští venkov a živí se jako skladatel v Mnichově. Zobrazuje společensky neklidná šedesátá léta, děj končí v roce 1970.
Heimat 3 – Chronik einer Zeitenwende (Heimet 3 – Kronika změn doby) líčí Hermannův život v letech 1989 – 2000. Sestává z šesti epizod o celkové délce jedenáct a půl hodiny. Heimet 3 byl také uveden jako seriál německou společností ARD v roce 2004 v šesti devadesátiminutových pokračováních.
Film je sice vysoce hodnocen umělecky (šlo mimo jiné o jeden z oblíbených filmů režiséra Stanleyho Kubricka), na druhou stranu je v mnoha směrech kritizován, například pro selektivní interpretaci německé historie) a přílišnou idyličnost a nerealističnost zobrazení života v Schabbachu.